# St. Märgen

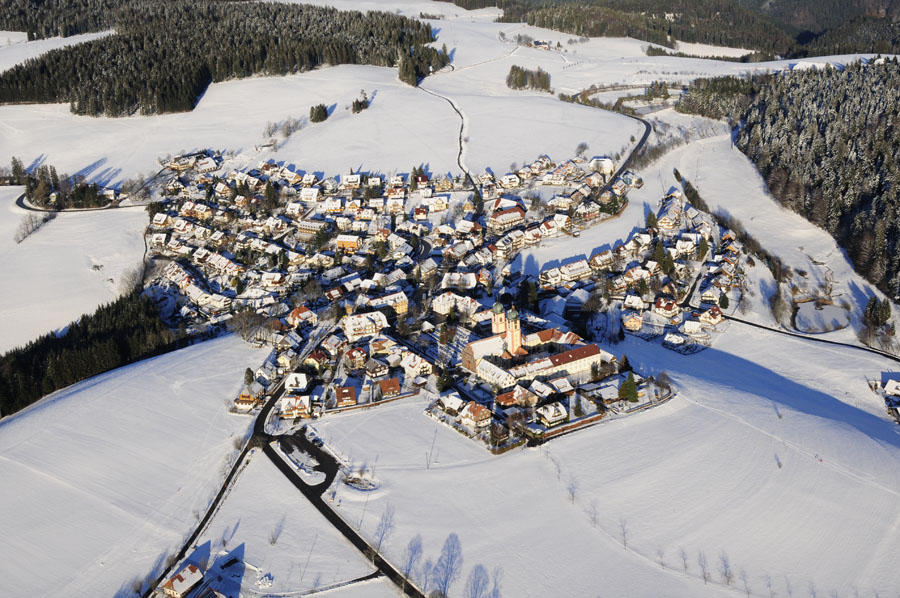
Luchtfoto van St. Märgen, 2007

St. Märgen is een plaats in de Duitse deelstaat Baden-Württemberg, en maakt deel uit van het Landkreis Breisgau-Hochschwarzwald.
St. Märgen telt 1.859 inwoners.

## Schwarzwälder trekpaard

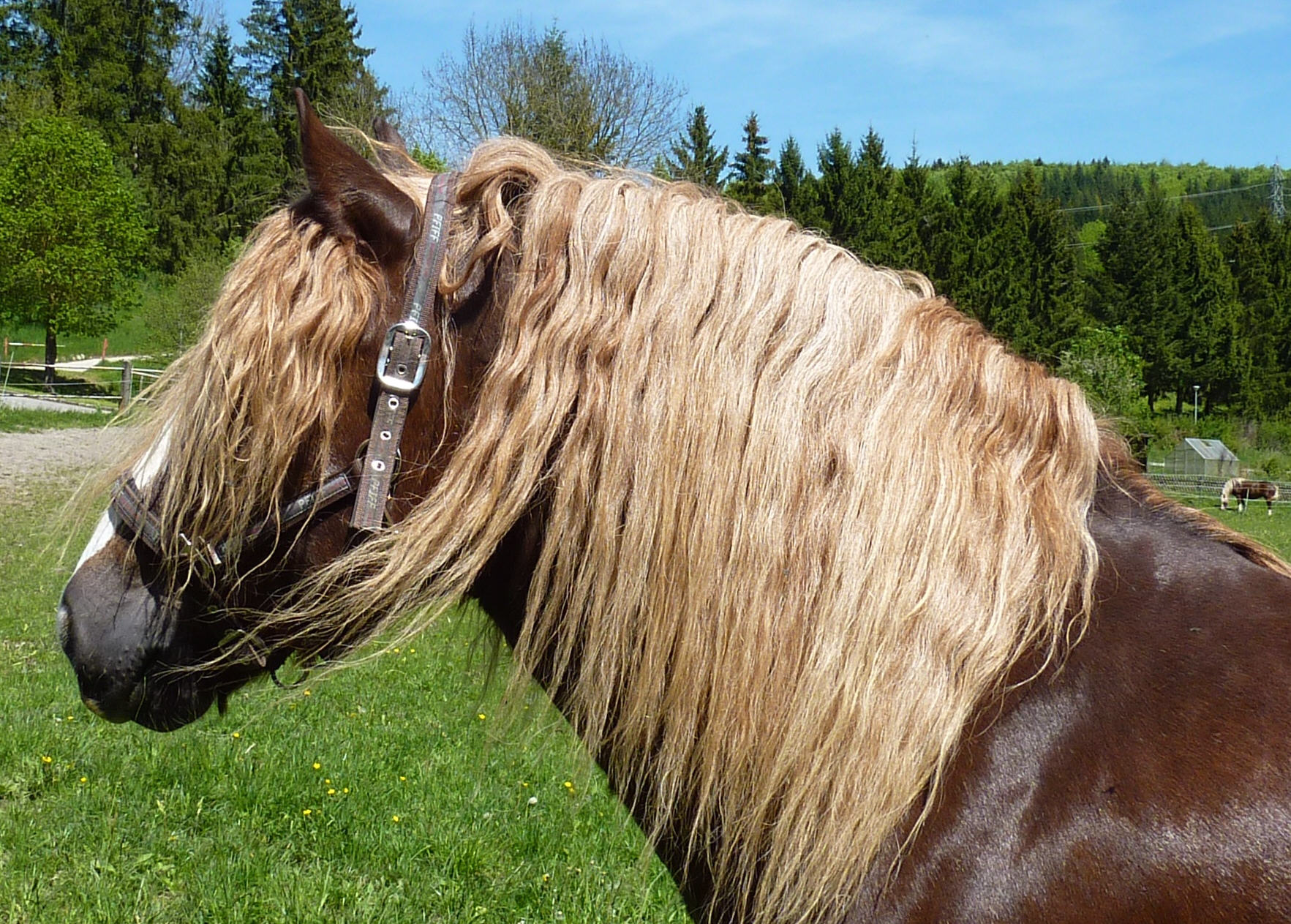
Schwarzwälder Fuchs

De fokkerij van het Schwarzwälder trekpaard berust in deze plaats op een lange tradite.
In 1896 werd in St. Märgen de stamboekvereniging voor de Schwarzwälder Fuchs, Schwarzwälder Pferdezuchtgenossenschaft, opgericht. Elke drie jaar wordt er een Rossfest georganiseerd, dat in het teken staat van dit inheemse paardenras en waarbij ook oude ambachten getoond worden.

## Bezienswaardigheden
- Kloster St. Märgen een Augustijner-klooster uit 1118 met museum.

Au ·
Auggen ·
Bad Krozingen ·
Badenweiler ·
Ballrechten-Dottingen ·
Bötzingen ·
Bollschweil ·
Breisach am Rhein ·
Breitnau ·
Buchenbach ·
Buggingen ·
Ebringen ·
Ehrenkirchen ·
Eichstetten am Kaiserstuhl ·
Eisenbach (Hochschwarzwald) ·
Eschbach ·
Feldberg (Schwarzwald) ·
Friedenweiler ·
Glottertal ·
Gottenheim ·
Gundelfingen ·
Hartheim ·
Heitersheim ·
Heuweiler ·
Hinterzarten ·
Horben ·
Ihringen ·
Kirchzarten ·
Lenzkirch ·
Löffingen ·
March ·
Merdingen ·
Merzhausen ·
Müllheim ·
Münstertal/Schwarzwald ·
Neuenburg am Rhein ·
Oberried ·
Pfaffenweiler ·
Schallstadt ·
Schluchsee ·
Sölden ·
Staufen im Breisgau ·
Stegen ·
St. Märgen ·
St. Peter ·
Sulzburg ·
Titisee-Neustadt ·
Umkirch ·
Vogtsburg im Kaiserstuhl ·
Wittnau